# Каламия
Каламия или Кало Обаси (на гръцки: Καλαμιά, до 1928 година Καλιόμπαση, Καλιάμπαση, Калиобаси, Калиабаси) е село в Гърция, в дем Кожани, област Западна Македония.

## География
Каламия е разположено на 690 m надморска височина, на 10 километра западно от Кожани, в източните склонове на Синяк.

## История

### В Османската империя
В края на XIX век Кало Обаси е турско село в Османската империя. Според статистиката на Васил Кънчов („Македония. Етнография и статистика“) през 1900 година в Коба Оваси, Кайлярска каза, има 250 турци.
На Етнографската карта на Битолския вилает на Картографския институт в София от 1901 година Кобал Оваси е чисто турско село в Кайлярската каза на Серфидженския санджак с 50 къщи.
Според статистика на Серфидженския санджак на гръцкото консулство в Еласона от 1904 година в Кале Оваси (Καλέ οβασί), Кожанска каза, живеят 250 турци.

### В Гърция
През Балканската война в 1912 година в селото влизат гръцки части и след Междусъюзническата в 1913 година остава в Гърция. В 1913 година селото (Καλιόμπαση) има 283 жители. През 20-те години населението му се изселва в Турция и на негово място са настанени християнски бежанци от Турция. В 1928 година селото е изцяло бежанско с 85 семейства и 382 жители бежанци. В 1928 година жителите на селото са пресметнати заедно с тези на Алонакия (Саръ Ханлар). През 1928 година името на селото е сменено на Каламия.
Населението традиционно произвежда жито, тютюн и други земеделски продукти.
| Година    | 1913 | 1920 | 1928 | 1940 | 1951 | 1961 | 1971 | 1981 | 1991 | 2001 | 2011 | 2021 |
| --------- | ---- | ---- | ---- | ---- | ---- | ---- | ---- | ---- | ---- | ---- | ---- | ---- |
| Население | 283  | 368  |      | 454  | 496  | 393  | 238  | 215  | 271  | 303  | 180  | 137  |